# Echinopsis arboricola
Echinopsis arboricola är en kaktusväxtart som först beskrevs av Myron William Kimnach, och fick sitt nu gällande namn av Mottram. Echinopsis arboricola ingår i släktet Echinopsis och familjen kaktusväxter. Inga underarter finns listade i Catalogue of Life.